# ヴィクトル・パンチェンコ
ヴィクトル・ヴャチェスラヴォヴィチ・パンチェンコ（ロシア語: Ви́ктор Вячесла́вович Па́нченко、1963年5月28日- ）は、ソビエト連邦（現ロシア連邦）・ゲオルギエフスク出身の元サッカー選手。ポジションはFW。

## 来歴
1963年にゲオルギエフスクで生まれた。1980年スタヴロポリ地方の中心都市に本拠地を構える、FCディナモ・スタヴロポリに入団をした。その後、幾つものクラブを渡り歩き、1988年、名門FCロコモティフ・モスクワへ移籍をしたが、11試合に出場し1得点と振るわず、1年で他クラブへ移籍をした。1991年、KAMAZへ移籍。ロシア・ファーストディビジョン（実質2部）で得点王のオレグ・テリョヒン（27得点）に次ぐ得点（26得点）を挙げクラブの昇格に貢献。1993年には、よりレベルの高いリーグでゴールを量産。シーズン終了までに21得点を挙げロシアリーグ得点王に輝いた。1994年3月24日、スパルタク・カフカス相手に驚異の5得点を挙げた。他に5得点を挙げているのはロシアリーグ得点王を3度獲得したオレグ・ヴェレテンニコフだけである。1997年、出身地のクラブ、FCトルペド・ゲオルギイェフスクに移籍し、そこで現役生活に別れを告げた。1999年、FCトルペド・ゲオルギイェフスクの監督に就任。8月から12月のシーズン終了まで指揮を執った。現在はFCディナモ・モスクワでスカウトの業務に携わっている。息子のキリル・パンチェンコはプロサッカー選手である。

## 所属クラブ
- FCディナモ・スタヴロポリ 1980-1981
- FCマシュク・ピャチゴルスク 1981
- FCタービン・ブレジネフ 1981
- FCオケアン・ケルチ 1984
- FCスポーツ・タリン 1985-1986
- FCメタルルグ・リペツク 1987—1988
- FCロコモティフ・モスクワ 1988—1989
- FC Tsement Novorossiysk 1989
- FCメタルルグ・リペツク 1990-1991
- KAMAZナーベレジヌイェ・チェルヌイ 1991—1997
- FCトルペド・ゲオルギイェフスク 1997

## タイトル
個人
- ロシアリーグ得点王：1 (1993)